# Exchange ActiveSync
Exchange ActiveSync (EAS) ist ein XML-basiertes Protokoll, das über HTTP oder HTTPS kommuniziert. Es wurde entwickelt, um E-Mails, Kontakte, Kalendereinträge, Aufgaben und Notizen von einem Nachrichten-Server mit einem mobilen Endgerät zu synchronisieren. Darüber hinaus können auch Geräte-Policies sowie Geräteeigenschaften bearbeitet werden.

## Aktuelle Version
Aktuell ist Exchange ActiveSync in der Version 16.1, die Teil von Microsoft Exchange Server 2016 und 2019 sowie Exchange Online ist.
Version 16.0 brachte unter anderem eine verbesserte Kalender-Stabilität, die Synchronisierung von Anhängen an Terminen sowie die Verfügbarkeit des Entwürfe-Ordners auf dem Mobilgerät.
Mit der Version 16.1 ist es möglich, bei einem Remote-Löschvorgang zu wählen, ob das ganze Gerät zurückgesetzt wird oder nun auch nur die Daten des per EAS verknüpften Kontos. Außerdem wurden Suche und die Terminfindung für Besprechungen verbessert.

## Historie
Version 1.0 war Bestandteil des Microsoft Information Server 2002, der Name war AirSync und noch ohne Server-Push Funktion.
Diverse Erweiterungen führten zu den Versionen 2.5 mit dem Server 2003. Die Version 12.0 mit Server 2007 war ein kompletter Neuentwurf des Protokolls mit wesentlichen Erweiterungen wie zum Beispiel AutoDiscover-Konfiguration. Die Version 12.1 bekam effizientere Übertragung durch Header-Kompression und deutlich erweiterte Zahl von Policies. Die Version 14 des Server 2010 brachte hauptsächlich kosmetische Änderungen. Die Lizenzierung an andere Anbieter erfolgte nur in Form von Patentlizenzen, ohne zur Verfügungsstellung von Bibliotheken oder Code, was bei Anbieterprodukten zu mangelnder Kompatibilität führte. 2008 legte Microsoft dann die Protokolldokumentation offen.

## Funktionsumfang
Das Exchange ActiveSync Protokoll unterstützt in der derzeitigen Version die folgenden Funktionen:
- AutoErmittlung für drahtlose Bereitstellung
- DirectPush
- Erweiterte Exchange-Suche
- Gruppierung von E-Mail-Nachrichten nach Unterhaltung
- Informationen zu Besprechungsteilnehmern
- Möglichkeit zum Synchronisieren einer gesamten Unterhaltung
- Optimierte Gerätesicherheit durch Kennwort-Richtlinien
- PIN zurücksetzen
- Synchronisierung von SMS-Nachrichten mit dem Exchange-Postfach eines Benutzers
- Unterstützung für HTML-Nachrichten
- Unterstützung für Kennzeichnung zur Nachverfolgung
- Unterstützung für das Anzeigen des Antwortstatus von Nachrichten
- Unterstützung für schnellen Nachrichtenabruf
- Unterstützung für die Einstellung der automatischen Antwortfunktion
- Unterstützung für Aufgabensynchronisierung
- Unterstützung für Verfügbarkeitsinformationen für Kontakte